# 사이판급 항공모함
사이판급 항공모함은 2차대전 당시 건조된 미국 해군의 경항공모함이다.

## 역사
사이판급은 42대의 프로펠러 함재기를 탑재했다.
1번함 사이판함은 1948년부터 1954년까지, 2번함 라이트함은 1947년부터 1956년까지 실전배치되었다. 1950년대 매우 넓은 비행갑판을 필요로 하는 제트 전투기가 등장하면서, 사이판급은 빨리 퇴역했다.
1967년 스틱스 쇼크가 발생하기 전까지, 멀리 떨어진 적의 군함을 격침시키는 방법은, 항공모함에서 발진한 프로펠러 폭격기와 프로펠러 어뢰 공격기가 유일했다.

## 함선 목록
- 사이판 (CVL-48)
- 라이트 (CVL-49)